# 迪尔克·扬·德海尔

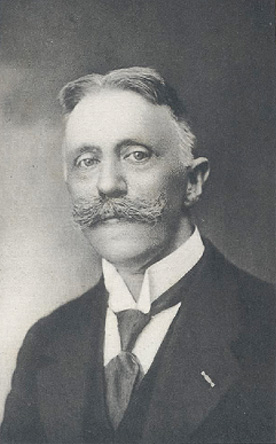
迪尔克·扬·德海尔

迪尔克·扬·德海尔（Dirk Jan de Geer，1870年12月14日—1960年11月28日）是一位荷兰政治人物，也是德海尔家族成員，他也是基督教历史联盟成員。他於1895年获得法律博士，之後成為一名记者，後來又成為鹿特丹市议员（1901-1907年）。1920年至1921年期間，德海尔出任阿纳姆市长。 1921年至1923年擔任荷蘭財政部部长。 1923年，他不滿《海军法》並決定辞职。德海尔曾两度出任荷兰首相，第一次是在1926年3月8日至1929年8月10日之间，第二次是在1939年8月10日至1940年9月3日之间。
1940年5月10日，纳粹德国入侵荷兰，荷兰政府流亡英国。在英国，德海尔主张荷兰与德国单独议和，他还公然声称战争是永远也打不赢的。後來德海尔不再擔任首相，官方对外宣称这是因为德海尔身体欠佳，所以不再擔任首相。
后来，他被派往荷属东印度，但他中途在葡萄牙停留时，他特地找德國人洽談，后者允许他返回荷兰，去陪伴他妻子以及其他家人。荷蘭女王威廉明娜因此勃然大怒，称德海尔是荷兰的叛徒、逃兵。德海尔后来还寫了传单，他在傳單中指出荷兰民众應該与德方合作。荷兰流亡政府后来在一次广播中称，“无论德海尔个人经历过什么，德海尔已经背叛了荷兰人民”。威廉明娜曾警告德海尔，若他胆敢出版该传单，那么他就将在战后出庭受审。
在尼德蘭專員轄區的许可下，德海尔完成了传单的出版工作。战后，他被判处在战争时期犯下叛国罪，被剥夺了所有荣誉头衔。上诉法院维持了一年监禁和三年缓刑的判决，但免除了20000荷兰盾的罚款，也决定不剥夺他的“国家部长”（Minister of State）头衔。
15年后，德海尔在苏斯特去世。